# Strelitziana
Strelitziana är ett släkte av svampar. Strelitziana ingår i ordningen Chaetothyriales, klassen Eurotiomycetes, divisionen sporsäcksvampar och riket svampar.
|              | Herpotrichiellaceae                     |
|              |                                         |
|              | Coccodiniaceae                          |
|              |                                         |
|              | Chaetothyriaceae                        |
|              |                                         |
|              | Coniosporium                            |
|              |                                         |
| Strelitziana | \| \| Strelitziana africana \| \| \| \| |
|              | \| \| Strelitziana africana \| \| \| \| |
|              | Moristroma                              |
|              |                                         |
|              | Muellerites                             |
|              |                                         |
|              | Staninwardia                            |
|              |                                         |
|              | Sirodesmium                             |
|              |                                         |
|              | Bonordeniella                           |
|              |                                         |
|              | Phaeoannellomyces                       |
|              |                                         |
|              | Strelitziana africana                   |
|              |                                         |

|  | Strelitziana africana |
|  |                       |